# Ohlenbach (Mühlbach)
Der Ohlenbach, ist ein gut 3 km langer Bach in Darmstädter Stadtteil Arheilgen und im Weiterstädter Stadtteil Gräfenhausen. Er entwässert vorwiegend in westliche Richtung und ist ein linker Zufluss des Mühlbaches.

## Verlauf
Der Ohlenbach entspringt am Nordrand  von Arheilgen in der Nordostecke des „Spielparks“. 
Etwa 250 m hinter der Quelle fließt der Bach durch ein kleines Regenrückhaltebecken (⊙) und unterquert dann zunächst die Bahnstrecke Frankfurt am Main–Heidelberg und anschließend die B 3 (Langener Straße).
Westlich der B 3 fließt er danach nördlich des Gewerbegebiets von Arheilgen durch die Felder der Flur An der Hasselwiese am  Modellflugplatz Arheilgen vorbei. Nördlich des kleinen Naturschutzgebietes „Kleewoog“ passiert der Bach die Grenze von Darmstadt nach Weiterstadt, läuft dann innerhalb der Gemarkung von Gräfenhausen westwärts durch dichtes Gehölz und fließt kurz danach nördlich der Flur Kappesäcker und südlich der unter Naturschutz stehenden Binnendüne „Rotböhl“ in ein Hochwasserschutzbauwerk (⊙).
Danach unterquert der Ohlenbach zuerst den Münchweg (K 165) und dann die BAB 5.  Westlich der Autobahn durchfließt er Gräfenhausen und kreuzt dann am Westrand des Ortes die L 3113. Ungefähr 250 m weiter westlich biegt der Ohlenbach nach Norden ab, unterquert noch die Schneppenhäuser Straße und mündet schließlich westlich der Fleischmühle von Süden in den aus dem Osten kommenden Mühlbach.